# Daria Gawłowska
Daria Gawłowska (ur. 25 kwietnia 1995) – polska lekkoatletka specjalizująca się w biegach długodystansowych. Młodzieżowa mistrzyni Polski U23 w biegu na 10000 metrów (Zamość 2015).

## Rekordy życiowe
Opracowano na podstawie
| Konkurencja                        | Obiekt  | Data             | Miejsce   | Wynik    |
| ---------------------------------- | ------- | ---------------- | --------- | -------- |
| bieg na 1500 metrów                | stadion | 25 maja 2013     | Warszawa  | 4:34:15  |
| bieg na 3000 metrów z przeszkodami | stadion | 8 czerwca 2013   | Bydgoszcz | 10:31:23 |
| bieg na 5000 metrów                | stadion | 2 czerwca 2015   | Łomża     | 17:20:40 |
| bieg na 10 000 metrów              | stadion | 26 kwietnia 2015 | Zamość    | 36:21:48 |

## Osiągnięcia
Opracowano na podstawie
| Rok  | Impreza                            | Miejsce   | Konkurencja          | Pozycja    | Wynik    |
| ---- | ---------------------------------- | --------- | -------------------- | ---------- | -------- |
| 2015 | Młodzieżowe Mistrzostwa Polski U23 | Zamość    | bieg na 10000 metrów | 1. miejsce | 36:21:48 |
| 2015 | Młodzieżowe Mistrzostwa Polski U23 | Białystok | bieg na 3000 metrów  | 4. miejsce | 10:54:90 |